# Цэцэн-Уул
Цэцэн-Уул (монг. Цэцэн-Уул) — сомон аймака Завхан в западной части Монголии. Численность населения по данным 2010 года составила 1 542 человека.
Центр сомона — посёлок Тэгш, расположенный в 180 километрах от административного центра аймака — города Улиастай и в 1010 километрах от столицы страны — Улан-Батора.

## География
Сомон расположен в западной части Монголии. Граничит с соседними сомонами Завханмандал, Сантмаргац, Сонгино, Тудэвтэй и Эрдэнэхайрхан. На территории Цэцэн-Уула располагаются горы Тудэвтэй, Тэмээн чулуут, Цэцэнхайрхан, Байц, протекают реки Галуутай, Байц, Мухар-Хунгий.
Из полезных ископаемых в сомоне встречаются медная руда, химическое и строительное сырьё.

## Климат
Климат резко континентальный. Средняя температура января -24 градусов, июля +16-19 градусов. Ежегодная норма осадков составляет 250-300 мм.

## Фауна
Животный мир Цэцэн-Уула представлен лисами, волками, манулами, косулями, аргалями, дикими козами, зайцами, тарбаганами.

## Инфраструктура
В сомоне есть школа, больница.